# Tufts-Pass
Der Tufts-Pass ist ein Gebirgspass auf der westantarktischen Alexander-I.-Insel. Er liegt zwischen den Rouen Mountains im Nordwesten und den Elgar Uplands im Südosten.
Erstmals gesichtet und grob kartiert wurde er 1937 bei einem Überflug im Rahmen der British Graham Land Expedition (1934–1937) unter der Leitung des australischen Polarforschers John Rymill. Der britische Geograph Derek Searle vom Falkland Islands Dependencies Survey nahm 1960 eine detaillierte Kartierung mithilfe von Luftaufnahmen vor, die bei der Ronne Antarctic Research Expedition (1947–1948) unter der Leitung des US-amerikanischen Polarforschers Finn Ronne entstanden waren. Ronne benannte den Pass nach der Tufts University in Medford, Massachusetts, an der der Geologe und Expeditionsteilnehmer Robert Leslie Nichols (1904–1995) Lehrstuhlinhaber war.